# ديفيد لورين
ديفيد لورين (بالإنجليزية: David Lauren)‏ هو رائد أعمال أمريكي، ولد في 11 أكتوبر 1971 في نيويورك في الولايات المتحدة.